# Jetpac
Jetpac är ett skjutspel från 1983 utvecklat och utgivet av Ultimate Play The Game och släppt till hemdatorerna ZX Spectrum och VIC-20. Det gavs senare ut till BBC Micro. Spelet är det första i Jetman-serien och var det första spelet som släpptes av företaget som senare skulle bli känt som Rare. 
Spelet handlar om Jetman som måste återuppbygga sin raket för att kunna utforska olika planeter, samtidigt som han försvarar sig mot rymdvarelser. Jetpac har sedan det släpptes varit inkluderat i andra Rare-spel, så som ett innehåll som går att låsa upp i Donkey Kong 64 och som en del av spelsamlingen Rare Replay. Spelet fick två uppföljare och en remake 2007 kallad Jetpac Refuelled, som utgavs till tjänsten Xbox Live Arcade.  
Spelet skrevs av Chris Stamper och grafiken designades av Tim Stamper. Jetpac var ett av få spel till Spectrum som också fanns tillgängligt i ROM-format för användning i kringutrustningen ZX Interface 2, vilket möjliggjorde ”omedelbar” laddning av spelet när den vanliga metoden för laddning av kassetten tog flera minuter. Spelet fick ett positivt mottagande vid utgivningen och recensenter berömde spelets presentation och spelbarhet. Det vann senare priset "Game of the Year" vid Golden Joystick Awards 1983.   

## Spelupplägg
Spelvärlden i Jetpac visas ur ett horisontellt perspektiv och består av tre plattformar som Jetman kan manövra på. Den spelarstyrda karaktären måste få ihop sin raket, som dyker upp i delar spridda över kartan, och sedan fylla den med bränsle innan den kan skjutas iväg till nästa planet där i stort sett samma procedur upprepas. Dessutom måste karaktären försvara sig mot planetens rymdvarelser och för att få bonuspoäng måste värdefulla resurser som tidvis faller ovanifrån samlas in.
Efter den första nivån är raketen hel och kräver enbart bränslepåfyllning. På var fjärde nivå återställs dock raketen, samtidigt som spelaren får ett extraliv, och måste konstrueras innan den kan fyllas med bränsle för uppskjutning. Varje ny modell har en ny design med ett högre nummer skrivet på sig, men spelupplägget är oförändrat. Fienderna ändrar utseende på varje nivå, efter åtta nivåer skiftar emellertid utseendet tillbaka till det som förekom på den första nivån. Varje rymdvarelse har olika rörelsemönster, något som innebär att de kan besegras på olika sätt.

## Utveckling och lansering
Ashby Computers and Graphics grundades av bröderna Tim och Chris Stamper tillsammans med Tims fru Carol, från deras huvudkontor i Ashby-de-la-Zouch, North West Leicestershire, Storbritannien, 1982. Under handelsnamnet Ultimate Play The Game började de producera flera datorspel till ZX Spectrum under tidigt 1980-tal. Företaget var känt för sin motvilja att avslöja detaljer kring sina förehavanden och kommande projekt. Lite var känt om deras spelutveckling förutom att de brukade jobba i "separata lag" där ett team skulle jobba med utveckling, medan det andra skulle fokusera på andra delar som ljud eller grafik. När Jetpac utvecklades studerade bröderna Stamper noggrant den växande japanska spelmarknaden och hade börjat öva på att utveckla spel till den kommande konsolen Famicom, och förutspådde att ZX Spectrum hade en begränsad livslängd.
Jetpac var ett av få Spectrum-spel som också gick att spela i ROM-format för användning av hemdatorns kringutrustning Interface 2, vilket gjorde "omedelbar" laddning av spelet möjligt, till skillnad mot den vanliga formen av laddning av kassetter som tog minuter. Spelet använde den vanliga tekniken med att placera utjämna sprites med bildsprites ovanpå varandra, vilket oftast skapade överlappande färger på både ZX Spectrum- och BBC Micro-versionerna av spelet. Spelet kunde också köras på 16K-versionen av Spectrum.
Spelet sålde sammanlagt 300 000 exemplar till ZX Spectrum och genererade en miljon pund i inkomst till Ultimate Play The Game, något som gjorde det möjligt för bröderna Stamper att få in en fot i den tidiga datorspelsmarknaden. Efter spelets utgivning parodierades Jetpac i en långlivad seriestripp i tidningen CRASH, kallad Lunar Jetman. Strippen, som gjordes av John Richardson, fanns mellan juli 1984 och oktober 1991 och fick ett positivt mottagande bland läsare. Den blev helt färgsatt i slutet av 1980-talet.

## Mottagande
| Mottagande | Mottagande          |
| Recensionsbetyg | Recensionsbetyg     |
| Publikation | Betyg               |
| --- | ------------------- |
| Computer and Video Games | ZX: BBC:            |
| Eurogamer | [ 11 ]              |
| Home Computing Weekly | [ 12 ]              |
| \| Utmärkelser \| Utmärkelser \| \| Publikation \| Utmärkelse \| \| ---------------------- \| ----------------------- \| \| Golden Joystick Awards \| "Årets spel" (1983)[13] \| |                     |
| Utmärkelser |                     |
| Publikation | Utmärkelse          |
| Golden Joystick Awards | "Årets spel" (1983) |

Spelet fick en god respons bland recensenter vid dess utgivning. CRASH berömde grafiken och presentationen och uttryckte att de var av "den högsta standarden" och tillade att det var "svårt att hitta några riktiga fel" i spelet. Computer and Video Games (CVG) lyfte också fram grafiken och sade att presentationen var "superb" och spelupplägget ansågs vara beroendeframkallande. I en retrospektiv recension nämnde Chris Wilkins från webbplatsen Eurogamer att den färgglada grafiken och ljudeffekterna var avancerade för sin tid, men det som verkligen gjorde spelet till en "felfri" upplevelse var dess enkla spelupplägg.
ZX Computing hyllade spelets spelbarhet och återspelningsvärde och sade att Jetpac var "en väldigt väl sammansatt bit mjukvara". Jetpac kom på första plats på den första försäljningslistan som publicerades av CVG. Versionen till ZX Spectrum röstades 1993 fram som nummer 73 i den brittiska tidskriften Your Sinclairs lista över "läsarnas topp 100 bästa spelen genom tiderna", och framröstades som det 14 bästa spelet genom tiderna av Retro Gamers läsare till en artikel som planerades bli ett specialnummer och en hyllning till Your Sinclair. Spelet vann utmärkelsen "Årets spel" vid 1983 års prisgala Golden Joystick Awards.

## Eftermäle
Populariteten kring Jetpac resulterade i två uppföljare, Lunar Jetman från 1983 och Solar Jetman: Hunt for the Golden Warpship från 1990. Den senare släpptes emellertid inte till ZX Spectrum på grund av mindre bra försäljningssiffror av den ursprungliga versionen till Nintendo Entertainment System. En version till Commodore 64 slutfördes dock, men utgavs aldrig.
Sedan dess utgivning har Jetpac varit inkluderat i andra spel utvecklade av Rare. Det går att spela i Donkey Kong 64 där det kan låsas upp i spelfiguren Cranky Kongs laboratorium efter att 15 så kallade "Banana Medals" samlats in. Genom att slå Cranky Kongs high score tilldelas spelaren föremålet "Rareware Coin" som är nödvändigt för att kunna slutföra spelet. Jetpac behölls i återutgivningen av Donkey Kong 64 till Virtual Console och Wii U i april 2015, trots att det rent tekniskt ägdes av Microsoft. En remake av spelet kallad Jetpac Refuelled gavs ut till Xbox Live Arcade i mars 2007. På Microsofts presskonferens vid spelmässan E3 2015 avslöjade företaget spelsamlingen Rare Replay, som har ett urval av 30 spel från Rares spelbibliotek, däribland Jetpac och dess efterföljare och remake.